# Private Romeo
Private Romeo és una adaptació cinematogràfica de Romeu i Julieta de William Shakespeare per Alan Brown el 2011. La pel·lícula és una recreació de l'obra de teatre situada exclusivament a l'institut d'una acadèmia militar masculina anomenada Acadèmia Militar McKinley. Enmig d'aquesta versió, neix un amor homosexual entre els dos cadets: Sam Singleton (Romeu), interpretat per Seth Numrich, i Glenn Mangan (Julieta), interpretat per Matt Doyle. La pel·lícula va mostra el punt de vista de Brown sobre Don't ask, don't tell, la política oficial dels Estats Units sobre els militars homosexuals que va estar en vigor des de 1993 fins al mateix 2011. La llei es va derogar després de la producció de la pel·lícula.
Les escenes de l'escola de cadets i les lliçons sobre l'obra Romeu i Julieta són gravades en els colors poc saturats, grisosos, pàl·lids o de color caqui, mentre que les escenes que representen les escenes reals de Shakespeare es mostren en colors saturats. El projecte de la pel·lícula es va anomenar prèviament McKinley i The Shakespeare Project.

## Repartiment
El repartiment es compon de vuit actors que interpreten onze personatges. Molts altres personatges de l'obra original van quedar descartats.
- Seth Numrich com a Sam Singleton (Romeu)
- Matt Doyle com a Glenn Mangan (Julieta)
- Hale Appleman com a Josh Neff (doble personatge: Mercutio i Senyor Capulet)
- Charlie Barnett com a Ken Lee (Príncep Escalus)
- Adam Barrie com a Adam Hersh (Fra Llorenç)
- Chris Bresky com a Omar Madsen (La Dida)
- Sean Hudock com a Gus Sanchez (doble personatge: Senyora Capulet i Benvolio)
- Bobby Moreno com a Carlos Moreno (doble personatge: Senyor Capulet i Tibald)

## Premis i reconeixements
El 2011 la pel·lícula va guanyar el premi del jurat d'Outfest al millor actor de cinema. El premi va ser atorgat conjuntament a Seth Numrich, Chris Bresky, Matt Doyle, Hale Appleman, Sean Hudock, Adam Barrie, Bobby Moreno i Charlie Barnett. El premi reconeix els actors per "portar aire fresc a una història d'amor etern" i per "infondre cada moment amb una immediatesa del segle XXI que equilibra la passió nua amb l'anhel, tot mostrant-ho amb una coherència brillant".